# Polygonum platyphyllum
Polygonum platyphyllum là một loài thực vật có hoa trong họ Rau răm. Loài này được S.X. Li & Y.L. Chang miêu tả khoa học đầu tiên năm 1959.